# روش‌های خاص استهلاک
به غیر از روش‌های خط مستقیم، روش مبتنی بر فعالیت، روش ساعت کار، روش میزان تولید، روش تسریعی، روش مجموع سنوات، روش مانده نزولی که متداول‌ترین روش‌های محاسبه استهلاک می‌باشند روش‌های دیگری نیز برای دارایی خاص یا شرایط ویژه وجود دارد که معمول‌ترین آن‌ها به شرح زیر می‌باشد :
1. روش تجدید ارزیابی
2. روش استهلاک گروهی و ترکیبی

## روش تحدید ارزیابی[۲]
استهلاک به روش تجدید ارزیابی معمولاً در مورد اقلام مشابهی از دارایی‌ها که تعداد آن‌ها زیاد و ارزش هر واحد آن‌ها پایین می‌باشد  مانند ابزار آلات در موسسات کارگاهی یا ظروف در رستوران‌ها، به کار گرفته می‌شود.
در این روش برای محاسبه استهلاک اقلام دارایی در پایان هر دوره مالی، دارایی مورد نظر تجدید ارزیابی شده و مابه التفاوت آن با ارزش دفتری در حساب‌های مربوط ثبت می‌شود، بدین ترتیب که حساب هزینه استهلاک بدهکار و حساب دارایی مربوط بستانکار می‌شود بنابراین در این روش، حساب استهلاک انباشته جداگانه ای برای هر یک از اقلام دارایی نگهداری نمی‌شود. چنانچه تعدادی از اقلام دارایی در طی دوره مالی فروخته شود هزینه استهلاک دوره کاهش می یابد.

## روش استهلاک گروهی و ترکیبی[۴]
در بسیاری از موارد واحد تجاری به منظور تسهیل فرایند دفتر داری برای مستهلک نمودن دارایی های ثابت، دارایی‌ها را در گروه‌های قرار داده و از یک نرخ استهلاک متوسط برای مستهلک کردن آن‌ها استفاده می‌کنند و در صورتی که دارایی‌های موجود در هر گروه از نظر ماهیت مشابه و دارای عمر مفید تقریباً یکسان باشد، روش استهلاک را اصطلاحاً استهلاک گروهی می نامند و چنانچه گروه دارایی‌ها از نظر ماهیت غیر مشابه و دارای عمر مفید متفاوت باشند، به روش استهلاک اصطلاحاً روش ترکیبی گفته می‌شود.